# Davide Cocchi
Davide Cocchi (Forlì, 4 ottobre 1964) è un regista e sceneggiatore italiano.

## Biografia
Dopo gli studi in filosofia si appassiona al mondo del cinema. È autore di videoclip, spot pubblicitari e cortometraggi tra cui Petit Cadeau. 
Dal 2001 al 2002 è regista di tre edizioni di MTV Trip programma televisivo con Luca e Paolo dopo la prima edizione diretta da Roberto Burchielli. 
L'esordio alla regia di un lungometraggio risale al 2004 quando firma Ogni volta che te ne vai. 
Nel 2006 con Maxman e Arancia Film scrive e dirige il documentario L'uomo che sconfisse il boogie che racconta le rocambolesche avventure di Secondo Casadei, il padre del liscio romagnolo e autore di Romagna mia. Il documentario indipendente viene presentato agli Stati Generali del Documentario alla Cineteca di Bologna. Il film vince il premio come Miglior documentario folk-pop-rock al Roma Music Docfest di Palazzo Venezia a Roma. 
A gennaio 2013 ha fondato il Colectivo Hermanos Brillante assieme a videoartisti, filmmaker e urbanisti berlinesi, francesi e argentini.  

### Altre attività
Dal 2018 è docente di regia e videomaking al Teatro delle temperie.

## Filmografia

### Regista e sceneggiatore
- Petit Cadeau - cortometraggio (1998)
- Il re puzza, co-regia con Caterina Dal Molin - cortometraggio (1999)
- Carestia - Viaggio in Etiopia - documentario (2001)
- Road Movie - documentario (2002)
- Ogni volta che te ne vai (2004)
- Non disturbare - cortometraggio (2005)
- L'uomo che sconfisse il boogie - documentario (2006)

## Teatro

### Drammaturgo e regista
- Do ut boh. ITC Teatro (1996)
- Asilo. Teatro guerriero (1998)
- All'erta sto. ITC Teatro (1999)

## Riconoscimenti
- Cortopotere ShortFilmFestival
  - 1998 - Premio miglior regia e miglior film a Petit Cadeau
- Capalbio Cinema
  - 1998 - Premio Fice a Petit Cadeau
- MAP Video
  - 1998 - Premio miglior film e premio del Pubblico a Petit Cadeau
- Roma Music Docfest
  - 2006 - Premio miglior documentario folk-pop-jazz a L'uomo che sconfisse il boogie